# Obrium elongatum
Obrium elongatum là một loài bọ cánh cứng trong họ Cerambycidae.